# Cevins
Cevins és un municipi francès situat al departament de la Savoia i a la regió d'Alvèrnia-Roine-Alps. L'any 2007 tenia 664 habitants.

## Demografia

### Població
El 2007 la població de fet de Cevins era de 664 persones. Hi havia 275 famílies de les quals 85 eren unipersonals (49 homes vivint sols i 36 dones vivint soles), 61 parelles sense fills, 85 parelles amb fills i 44 famílies monoparentals amb fills.
La població ha evolucionat segons el següent gràfic:
Habitants censats

### Habitatges
El 2007 hi havia 475 habitatges, 279 eren l'habitatge principal de la família, 176 eren segones residències i 21 estaven desocupats. 448 eren cases i 26 eren apartaments. Dels 279 habitatges principals, 212 estaven ocupats pels seus propietaris, 56 estaven llogats i ocupats pels llogaters i 11 estaven cedits a títol gratuït; 1 tenia una cambra, 20 en tenien dues, 50 en tenien tres, 87 en tenien quatre i 121 en tenien cinc o més. 229 habitatges disposaven pel capbaix d'una plaça de pàrquing. A 121 habitatges hi havia un automòbil i a 122 n'hi havia dos o més.

### Piràmide de població
La piràmide de població per edats i sexe el 2009 era:
| Homes | Edats   | Dones |
| ----- | ------- | ----- |
| 0     | 95 o +  | 0     |
| 0     | 90 a 94 | 0     |
| 0     | 85 a 89 | 8     |
| 8     | 80 a 84 | 8     |
| 12    | 75 a 79 | 32    |
| 16    | 70 a 74 | 12    |
| 12    | 65 a 69 | 16    |
| 12    | 60 a 64 | 20    |
| 12    | 55 a 59 | 12    |
| 28    | 50 a 54 | 20    |
| 32    | 45 a 49 | 24    |
| 24    | 40 a 44 | 28    |
| 40    | 35 a 39 | 28    |
| 12    | 30 a 34 | 24    |
| 12    | 25 a 29 | 8     |
| 20    | 20 a 24 | 8     |
| 16    | 15 a 19 | 28    |
| 24    | 10 a 14 | 24    |
| 24    | 5 a 9   | 8     |
| 8     | 0 a 4   | 16    |

## Economia
El 2007 la població en edat de treballar era de 424 persones, 309 eren actives i 115 eren inactives. De les 309 persones actives 284 estaven ocupades (175 homes i 109 dones) i 25 estaven aturades (4 homes i 21 dones). De les 115 persones inactives 27 estaven jubilades, 28 estaven estudiant i 60 estaven classificades com a «altres inactius».

### Ingressos
El 2009 a Cevins hi havia 294 unitats fiscals que integraven 674 persones, la mediana anual d'ingressos fiscals per persona era de 19.042 €.

### Activitats econòmiques
Dels 45 establiments que hi havia el 2007, 1 era d'una empresa de fabricació de material elèctric, 4 d'empreses de fabricació d'altres productes industrials, 11 d'empreses de construcció, 13 d'empreses de comerç i reparació d'automòbils, 6 d'empreses de transport, 4 d'empreses d'hostatgeria i restauració, 3 d'empreses immobiliàries, 1 d'una empresa de serveis i 2 d'entitats de l'administració pública.
Dels 16 establiments de servei als particulars que hi havia el 2009, 2 eren tallers de reparació d'automòbils i de material agrícola, 1 establiment de lloguer de cotxes, 3 paletes, 2 fusteries, 1 lampisteria, 4 electricistes i 3 restaurants.
Dels 3 establiments comercials que hi havia el 2009, 1 era una fleca i 2 botigues de mobles.
L'any 2000 a Cevins hi havia 5 explotacions agrícoles.

## Equipaments sanitaris i escolars
El 2009 hi havia una escola elemental.

## Poblacions més properes
El següent diagrama mostra les poblacions més properes.